# Сельское поселение «Село Брынь» (Думиничский район)

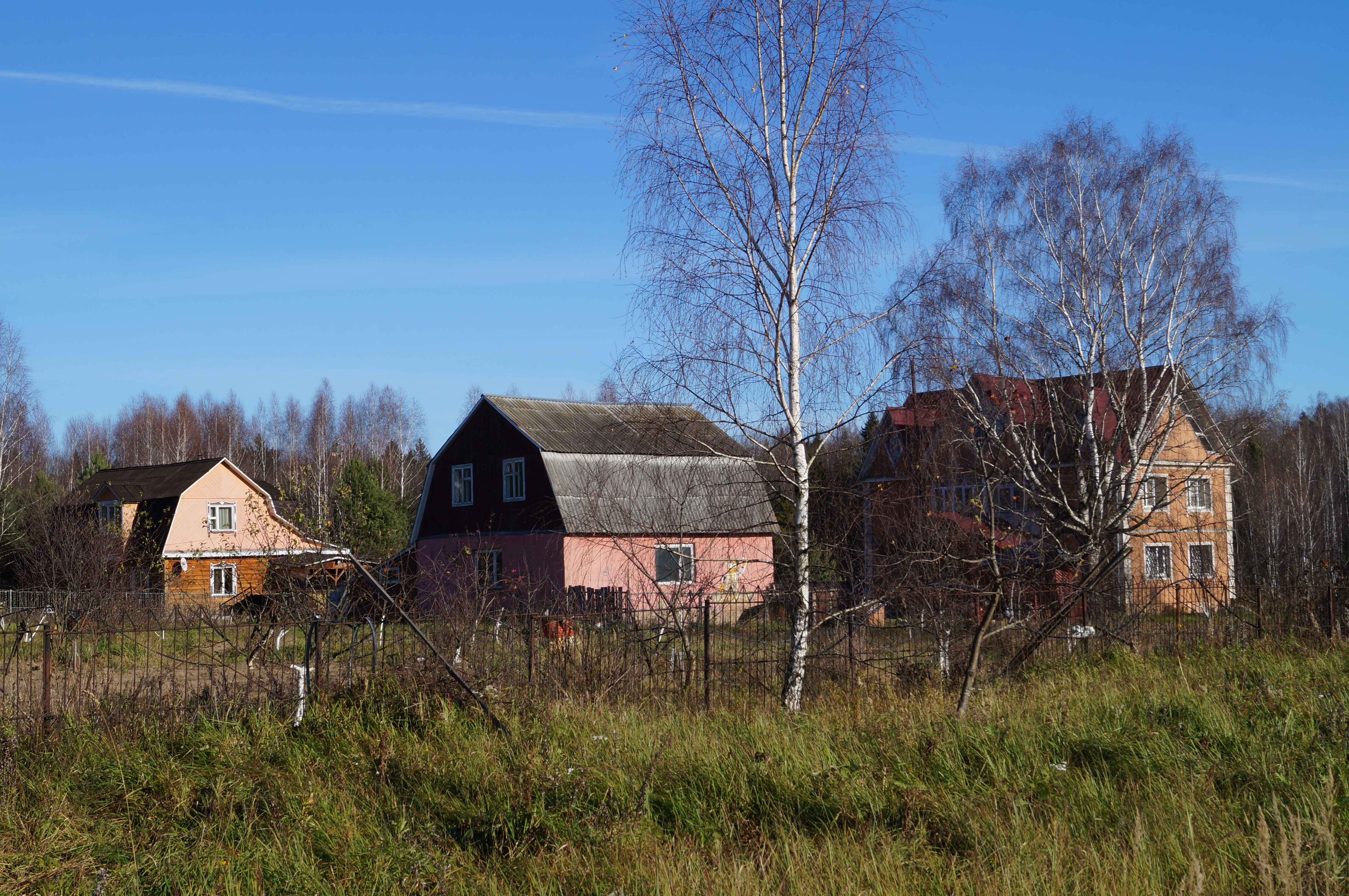
д. Шваново

Сельское поселение «Село Брынь» — муниципальное образование в Думиничском районе Калужской области.
Административный центр — село Брынь.

## История
На территории современного СП «Село Брынь» раньше было 3 сельсовета: Брынский, Бобровский и Семичастненский.
В 1940 году: Брынь (1384), Скачок (относился к Брыни), Чваново (18), Боброво (160), Александровка (65), Рукав (23), хутор Саенков (12), Семичастное (146), Плоцкое (39), Никитинка (39), Дикроновка (Александровка, 57), Зеленый Дубок (8).
В начале 1950 года работали колхозы:
- Семичастненский сельсовет: «Красное Плоцкое», «Заря коммунизма», «17-й октябрь», «Красное Семичастное»;
- Бобровский сельсовет: «Революционер», «Оборона страны»;
- Брынский сельсовет: «Имени Куйбышева», Красная Брынь, «Им. XVIII партсъезда», «Красный Скачёк»;

В мае того же года прошло укрупнение колхозов. Их осталось 3: «Им. Кагановича» (Семичастное), «Оборона страны» (Боброво) и «Им. Куйбышева» (Брынь).
Объединение сельсоветов произошло в июне 1954 года.
Первым председателем объединенного Брынского сельсовета в 1954—1959 годах был Пётр Трофимович Сокур.
В 1965 году на базе колхозов «Им. Куйбышева» (Брынь) и «Им. Ленина» (Семичастное) организован совхоз «Брынский» с площадью земель свыше 10000 Га. Затем часть земель была передана образованному в 1964 рыбхозу, районной конторе «Заготскот», которая позже была преобразована в совхоз «Думиничский». В середине 1970-х годов Брынскому сельсовету переданы деревни Шваново и Сорочка, входившие ранее в состав Масловского сельсовета.
Статус сельского поселения определён Законом Калужской области от 1 ноября 2004 года № 369-ОЗ «Об установлении границ муниципальных образований, расположенных на территории административно-территориальных единиц „Думиничский район“, „Кировский район“, „Медынский район“, „Перемышльский район“, „Сухиничский район“, „Тарусский район“, „Юхновский район“, и наделением их статусом городского поселения, сельского поселения, муниципального района».

## Состав сельского поселения
В состав сельского поселения входят:
| № | Населённый пункт | Тип населённого пункта       | Население |
| - | ---------------- | ---------------------------- | --------- |
| 1 | Брынь            | село, административный центр | ↘758      |
| 2 | Александровка    | деревня                      | ↘98       |
| 3 | Боброво          | деревня                      | →11       |
| 4 | Дикроновка       | деревня                      | ↘3        |
| 5 | Никитинка        | деревня                      | →5        |
| 6 | Плоцкое          | деревня                      | ↗25       |
| 7 | Рукав            | деревня                      | →0        |
| 8 | Семичастное      | деревня                      | ↘25       |
| 9 | Шваново          | деревня                      | ↗5        |

## Население
| 2010 | 2012 | 2013 | 2014 | 2015 | 2016 | 2017 |
| ---- | ---- | ---- | ---- | ---- | ---- | ---- |
| 930  | ↘893 | ↘876 | ↘875 | ↘864 | ↗875 | ↘855 |
| 2018 | 2019 | 2020 | 2021 |      |      |      |
| ↘846 | ↘841 | ↘808 | ↘748 |      |      |      |

## Предприятия и организации
В настоящее время на территории СП работают:
- СПК «Рыбный» (Брынь)
- КФХ «Братья Фетисовы» (Плоцкое)
- ООО «Плоцкое» (Плоцкое)[17][18]